# Nuortajärvi
Nuortajärvi är en sjö i Gällivare kommun i Lappland och ingår i Kalixälvens huvudavrinningsområde. Sjön har en area på 0,124 kvadratkilometer och ligger 323,2 meter över havet. Sjön avvattnas av vattendraget Bergbäcken.

## Delavrinningsområde
Nuortajärvi ingår i det delavrinningsområde (746098-170988) som SMHI kallar för Namn saknas. Medelhöjden är 415 meter över havet och ytan är 15,76 kvadratkilometer. Det finns inga avrinningsområden uppströms utan avrinningsområdet är högsta punkten. Bergbäcken som avvattnar avrinningsområdet har biflödesordning 4, vilket innebär att vattnet flödar genom totalt 4 vattendrag innan det når havet efter 229 kilometer. Avrinningsområdet består mestadels av skog (52 procent). Avrinningsområdet har 0,12 kvadratkilometer vattenytor vilket ger det en sjöprocent på 0,8 procent. Bebyggelsen i området täcker en yta av 5,96 kvadratkilometer eller 38 procent av avrinningsområdet.